# James Majoos
James Majoos es un actor australiano conocido por su papel en la serie de televisión de 2022 Heartbreak High.
En el escenario teatral, ha aparecido en Grand Horizons de Sydney Theatre Company y Fangirls de Belvoir. 
Por su actuación en Heartbreak High fue nominado al Premio AACTA 2022 al Mejor Actor Principal en un Drama Televisivo.

## Vida personal
Majoos es de ascendencia sudafricana y una persona no binaria. Utiliza el pronombre él.

## Filmografía
| Año           | Título          | Personaje     | Notas             |
| ------------- | --------------- | ------------- | ----------------- |
| 2022-presente | Heartbreak High | Darren Rivers | Reparto principal |

## Premios y nominaciones
| Año  | Premios           | Categoría                      | Resultado  | Ref.  |
| ---- | ----------------- | ------------------------------ | ---------- | ----- |
| 2022 | XII Premios AACTA | Mejor actor principal en drama | Nominación | [ 6 ] |